# جون ماکن
جون ماکن (انگلیسی: Jon Macken؛ زادهٔ ۷ سپتامبر ۱۹۷۷) بازیکن فوتبال اهل جمهوری ایرلند است.
از باشگاه‌هایی که در آن بازی کرده است می‌توان به باشگاه فوتبال پرستون نورث اند، باشگاه فوتبال والسال، باشگاه فوتبال استوک‌پورت کانتی، باشگاه فوتبال دربی کانتی، باشگاه فوتبال کریستال پالاس، باشگاه فوتبال بامبر بریج، باشگاه فوتبال منچستر سیتی، باشگاه فوتبال نورتویچ ویکتوریا، باشگاه فوتبال منچستر یونایتد، باشگاه فوتبال بارنزلی، و باشگاه فوتبال ایپسویچ تاون اشاره کرد.
وی همچنین در تیم‌های ملی فوتبال زیر ۲۰ سال انگلستان و جمهوری ایرلند بازی کرده است.